# 莫干山天主堂
莫干山天主堂又名莫干山375、376号位於浙江省湖州市德清縣莫干山景區境內，坐落于荫山街附近的山腰台地上。
莫干山天主堂建于1925年，长17米，宽8.9米，山石砌筑。该堂的屋架具有英国中世纪乡村教堂的特征，设有若干尖券窗，立面上部有一圆形窗户。
2006年5月，莫干山375、376号作为莫干山別墅群的一部分，被國務院列為第六批全國重點文物保護單位。

## 外部連結
- 莫干山